# 胡家镇 (盘山县)
胡家镇，是中华人民共和国辽宁省盘锦市盘山县下辖的一个乡镇级行政单位。

## 行政区划
胡家镇下辖以下地区：
镇区社区、东胡村、塘坊村、刘家村、田家村、曹家村、红岩村、红星村、黑鱼村、拉拉村、梁家村、朱家村、坨子村、毛家村和西胡村。